# Prestonia
Chi Bách tông (danh pháp khoa học: Prestonia) là chi thực vật có hoa trong họ Apocynaceae.

## Hình ảnh

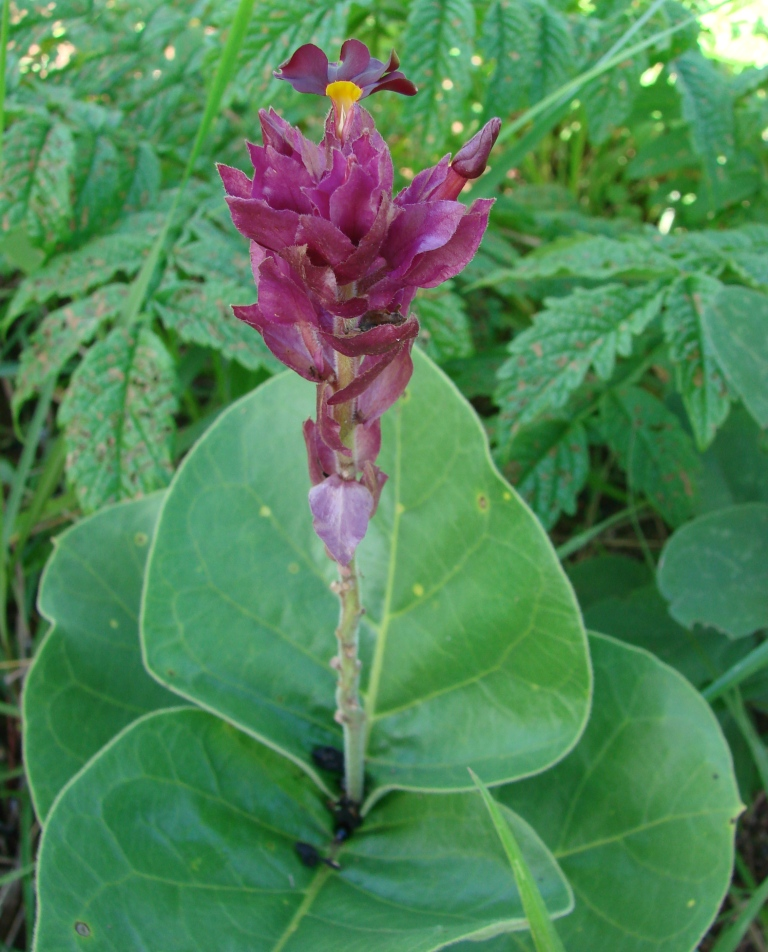

## Danh sách các loài
- Prestonia acrensis J.F.Morales